# Lý thuyết về vòng đời sản phẩm
Lý thuyết về vòng đời sản phẩm là một lý thuyết kinh tế được phát triển bởi Raymond Vernon nhằm đáp lại sự thất bại của mô hình Heckscher-Ohlin trong việc giải thích bản mẫu quan sát được của thương mại quốc tế. Lý thuyết cho rằng, ban đầu, trong vòng đời của một sản phẩm, tất cả các bộ phận và sức lao động liên quan đến sản phẩm đó đều đến từ khu vực nơi nó được phát minh ra. Sau khi sản phẩm được chấp nhận và sử dụng trên thị trường thế giới, việc sản xuất dần dần rời xa điểm xuất xứ. Trong một số trường hợp, sản phẩm trở thành một mặt hàng được nhập khẩu bởi chính quốc gia phát minh ban đầu của nó . Một ví dụ thường được sử dụng là việc phát minh, phát triển và sản xuất máy tính cá nhân của Hoa Kỳ.
Mô hình áp dụng cho các sản phẩm tiết kiệm lao động và sử dụng vốn (ít nhất là ở giai đoạn đầu) để phục vụ cho các nhóm thu nhập cao.
Trong giai đoạn sản phẩm mới, sản phẩm được sản xuất và tiêu thụ tại Hoa Kỳ mà không xảy ra việc giao thương xuất khẩu. Trong giai đoạn trưởng thành, kỹ thuật sản xuất hàng loạt được phát triển và nhu cầu nước ngoài (ở các nước phát triển) được mở rộng; Hoa Kỳ hiện đã xuất khẩu sản phẩm này sang các nước phát triển khác. Trong giai đoạn tiêu chuẩn hóa, việc sản xuất được chuyển sang các nước đang phát triển, sau đó xuất khẩu sản phẩm sang các nước phát triển.
Mô hình này thể hiện khái niệm lợi thế so sánh động. Quốc gia có lợi thế so sánh trong sản xuất sản phẩm chuyển từ nước phát triển sang nước đang phát triển. Mô hình này được phát triển vào năm 1960 và được Hoa Kỳ cũng như các nước phát triển khác chấp nhận.

## Vòng đời sản phẩm
Raymond Vernon chia sản phẩm thành ba loại dựa trên các giai đoạn của chúng trong vòng đời sản phẩm và cách chúng biểu hiện trên thị trường thương mại quốc tế:
- Sản phẩm mới
- Sản phẩm trưởng thành
- Sản phẩm tiêu chuẩn hóa

Có năm giai đoạn trong vòng đời của một sản phẩm liên quan đến Lý thuyết Vòng đời Sản phẩm:
- Giới thiệu
- Phát triển
- Trưởng thành
- Bão hòa
- Loại bỏ

Vị trí sản xuất phụ thuộc vào giai đoạn của chu kỳ.
Theo lý thuyết Vòng đời sản phẩm quốc tế, có năm giai đoạn mô tả cách thức mà một sản phẩm trưởng thành và suy thoái do quá trình quốc tế hóa:
- Đổi mới địa phương
- Đổi mới nước ngoài
- Trưởng thành
- Mô phỏng toàn cầu
- Hoán vị

### Giai đoạn 1: Giới thiệu
Đây là nơi đưa sản phẩm mới ra thị trường, khách hàng chưa biết đến sản phẩm. Để tạo ra nhu cầu, các nhà sản xuất quảng bá sản phẩm mới để kích thích doanh số. Ở giai đoạn này, lợi nhuận thấp nhưng bắt đầu tăng và có ít đối thủ cạnh tranh. Khi có nhiều đơn vị sản phẩm được bán hơn, sản phẩm sẽ tự động bước vào giai đoạn tiếp theo.
Ví dụ, một sản phẩm mới được phát minh ở Hoa Kỳ cho người tiêu dùng địa phương được sản xuất đầu tiên ở Hoa Kỳ vì đó là nơi có nhu cầu và các nhà sản xuất muốn theo sát thị trường để phát hiện phản ứng của người tiêu dùng. Các đặc tính của sản phẩm và quy trình sản xuất luôn ở trạng thái thay đổi trong giai đoạn này khi các công ty làm quen với sản phẩm và thị trường. Không có thương mại quốc tế diễn ra.

### Giai đoạn 2: Phát triển
Trong giai đoạn này, nhu cầu về sản phẩm làm gia tăng doanh số bán hàng. Nhờ vậy, chi phí sản xuất giảm và lợi nhuận thu về cao. Sản phẩm được biết đến rộng rãi và các đối thủ cạnh tranh tham gia vào thị trường với phiên bản sản phẩm của riêng họ. Để thu hút càng nhiều người tiêu dùng càng tốt, công ty phát triển sản phẩm ban đầu sẽ tăng chi tiêu quảng cáo. Khi nhiều khách hàng tiềm năng mới đã mua sản phẩm, nó sẽ bước vào giai đoạn tiếp theo

### Giai đoạn 3: Trưởng thành
Trong giai đoạn trưởng thành của vòng đời sản phẩm, sản phẩm được biết đến rộng rãi và nhiều người tiêu dùng sở hữu nó. Trong giai đoạn này, nhu cầu bị chững lại và khối lượng bán hàng tăng với tốc độ chậm hơn. Có một số đối thủ cạnh tranh trong giai đoạn này và nhà cung cấp ban đầu có thể giảm giá để duy trì thị phần và hỗ trợ doanh số. Tỷ suất lợi nhuận giảm, nhưng hoạt động kinh doanh vẫn hấp dẫn vì sản lượng lớn và chi phí, chẳng hạn như chi phí phát triển và quảng bá, cũng thấp hơn. Ngoài ra, nhu cầu của người nước ngoài đối với sản phẩm này ngày càng tăng, nhưng đặc biệt gắn liền với các nước phát triển khác, vì sản phẩm phục vụ cho nhu cầu của những người có thu nhập cao.
Ví dụ, trong trường hợp sản phẩm mới được phát minh, sự gia tăng nhu cầu nước ngoài (được hỗ trợ bởi Lợi thế kinh tế nhờ qui mô) dẫn đến sự xuất hiện của một mô hình thương mại mà theo đó Hoa Kỳ xuất khẩu sản phẩm sang các nước có thu nhập cao khác. Các sự tăng trưởng khác cũng xảy ra trong giai đoạn sản phẩm trưởng thành. Một khi công ty Hoa Kỳ bán hàng cho các quốc gia có thu nhập cao khác, công ty có thể bắt đầu đánh giá khả năng sản xuất ở nước ngoài ngoài việc sản xuất ở Hoa Kỳ. Ví dụ, với một nhà máy ở Pháp, không chỉ Pháp mà các nước châu Âu khác có thể được cung cấp từ cơ sở của Pháp chứ không phải từ nhà máy của Hoa Kỳ. Do đó, sự gia tăng xuất khẩu ban đầu của Hoa Kỳ sẽ bị tiếp nối bởi sự sụt giảm trong xuất khẩu và có khả năng làm giảm bớt sản lượng hàng hóa của Hoa Kỳ.

### Giai đoạn 4: Bão hòa
Đó là giai đoạn không tăng cũng không giảm của khối lượng bán ra. Việc sửa đổi thuộc tính của sản phẩm là cần thiết để thu hút người tiêu dùng mới. Sản phẩm của đối thủ cạnh tranh ở giai đoạn này đã bắt đầu giành được thị phần của mình

### Giai đoạn 5: Suy thoái
Vào thời điểm này trong vòng đời sản phẩm, các đặc tính của bản thân sản phẩm và của quá trình sản xuất đã được biết rõ; sản phẩm đã trở nên quen thuộc với người tiêu dùng và quy trình sản xuất đối với người sản xuất. Điều này xảy ra khi sản phẩm đạt đỉnh trong giai đoạn trưởng thành và sau đó bắt đầu sụt giảm doanh số bán hàng. Cuối cùng, doanh thu giảm đến mức không còn khả thi về mặt kinh tế để tiếp tục sản xuất sản phẩm. Đầu tư bị giảm. Sản phẩm có thể đơn giản là ngừng sản xuất hoặc có thể được bán cho một công ty khác. Sản xuất có thể chuyển sang các nước đang phát triển. Chi phí lao động đóng một vai trò quan trọng, và các nước phát triển bận rộn giới thiệu các sản phẩm khác. Ví dụ, mô hình thương mại cho thấy Hoa Kỳ và các nước phát triển khác hiện đã bắt đầu nhập khẩu sản phẩm từ các nước đang phát triển.
Về chi phí và doanh thu: Chi phí sản xuất thấp và nhu cầu cao giúp đảm bảo tuổi thọ của sản phẩm lâu hơn. Khi chi phí sản xuất cao và nhu cầu thấp, nó sẽ không được cung cấp trên thị trường trong một thời gian dài và cuối cùng bị rút khỏi thị trường trong giai đoạn ''suy thoái''.
Lưu ý rằng một công ty hoặc một ngành cụ thể (ở một quốc gia) vẫn ở trong thị trường bằng cách điều chỉnh những gì họ sản xuất và bán, tức là bằng cách tiếp tục hưởng lợi từ nó.

## Trích dẫn
1. ↑  Hill, Charles (2007). International Business Competing in the Global Marketplace 6th ed. McGraw-Hill. pp. 168. ISBN 978-0-07-310255-9.